# Burnley (borough)
Burnley è un distretto con status di borough del Lancashire, Inghilterra, Regno Unito, con sede nella città omonima.
Il distretto fu creato con il Local Government Act 1972, il 1º aprile 1974 dalla fusione del county borough di Burnley con il distretto urbano di Padiham e col distretto rurale di Burnley.

## Parrocchie civili
Le parrocchie, che non coprono l'area del capoluogo, sono:
- Briercliffe-with-Extwistle
- Cliviger
- Dunnockshaw and Clowbridge
- Habergham Eaves
- Hapton
- Ightenhill
- Padiham (città)
- Worsthorne-with-Hurstwood